# Wahlbezirk Nordostitalien
Der Wahlbezirk Nordostitalien (circoscrizione Italia nord-orientale) ist ein Wahlbezirk (circoscrizione elettorale) für die Wahl der Mitglieder des Europäischen Parlaments für Italien.
Er besteht seit 1979 und umfasst die folgenden Regionen:
- Venetien;
- Trentino-Südtirol;
- Friaul-Julisch Venetien;
- Emilia-Romagna.

Seit 2009 enthält der Wahlbezirk die folgenden Gemeinden: Casteldelci, Maiolo, Novafeltria, Pennabilli, San Leo, Sant’Agata Feltria und Talamello. Seit 2021 enthält er die Gemeinden Montecopiolo und Sassofeltrio. Diese Gemeinden, die in der Region Marken (Wahlbezirk Mittelitalien) enthalten waren, wurden in die Region Emilia-Romagna übertragen.

## Wahlergebnisse

### Wahl 1979
| Listen                   | Listen                                        | Stimmen   | %    | Mandate |
| ------------------------ | --------------------------------------------- | --------- | ---- | ------- |
|                          | Democrazia Cristiana                          | 2.605.043 | 36,7 | 6       |
|                          | Partito Comunista Italiano                    | 2.150.903 | 30,3 | 5       |
|                          | Partito Socialista Italiano                   | 759.939   | 10,7 | 2       |
|                          | Partito Socialista Democratico Italiano       | 325.237   | 4,6  | 1       |
|                          | Partito Liberale Italiano                     | 260.672   | 3,7  | 1       |
|                          | Partito Radicale                              | 252.645   | 3,6  | 1       |
|                          | Südtiroler Volkspartei                        | 196.373   | 2,8  | 1       |
|                          | Partito Repubblicano Italiano                 | 196.119   | 2,8  | –       |
|                          | Movimento Sociale Italiano – Destra Nazionale | 191.051   | 2,7  | –       |
|                          | Partito di Unità Proletaria per il Comunismo  | 60.623    | 0,9  | –       |
|                          | Federalismo                                   | 47.356    | 0,7  | –       |
|                          | Democrazia Proletaria                         | 38.912    | 0,5  | –       |
|                          | Costituente di Destra – Democrazia Nazionale  | 17.908    | 0,3  | –       |
| Gesamt                   | Gesamt                                        | 7.102.781 | 100  | 17      |
|                          |                                               |           |      |         |
| Ungültige Stimmen        | Ungültige Stimmen                             | 123.684   | 1,7  |         |
| Wähler                   | Wähler                                        | 7.226.465 | 90,8 |         |
| Wahlberechtigte          | Wahlberechtigte                               | 7.961.253 |      |         |
|                          |                                               |           |      |         |
| Quelle: Innenministerium |                                               |           |      |         |

Vgl. Ungültige Stimmen: 199.853 statt 123.684.

### Wahl 1984
| Listen                   | Listen                                        | Stimmen   | %    | Mandate |
| ------------------------ | --------------------------------------------- | --------- | ---- | ------- |
|                          | Democrazia Cristiana                          | 2.430.952 | 33,9 | 5       |
|                          | Partito Comunista Italiano                    | 2.363.608 | 32,9 | 6       |
|                          | Partito Socialista Italiano                   | 733.943   | 10,2 | 1       |
|                          | PLI – PRI                                     | 471.337   | 6,6  | 1       |
|                          | Movimento Sociale Italiano – Destra Nazionale | 289.219   | 4,0  | –       |
|                          | Partito Socialista Democratico Italiano       | 253.840   | 3,5  | 1       |
|                          | Partito Radicale                              | 203.976   | 2,8  | –       |
|                          | Südtiroler Volkspartei                        | 198.220   | 2,8  | 1       |
|                          | Liga Veneta                                   | 114.669   | 1,6  | –       |
|                          | Democrazia Proletaria                         | 105.370   | 1,5  | –       |
|                          | Federalismo                                   | 14.892    | 0,2  | –       |
| Gesamt                   | Gesamt                                        | 7.180.026 | 100  | 15      |
|                          |                                               |           |      |         |
| Ungültige Stimmen        | Ungültige Stimmen                             | 292.894   | 3,9  |         |
| Wähler                   | Wähler                                        | 7.472.920 | 88,8 |         |
| Wahlberechtigte          | Wahlberechtigte                               | 8.411.803 |      |         |
|                          |                                               |           |      |         |
| Quelle: Innenministerium |                                               |           |      |         |

Vgl. Ungültige Stimmen: 292.914 statt 292.894.

### Wahl 1989
| Listen                   | Listen                                        | Stimmen   | %    | Mandate |
| ------------------------ | --------------------------------------------- | --------- | ---- | ------- |
|                          | Democrazia Cristiana                          | 2.375.516 | 33,2 | 5       |
|                          | Partito Comunista Italiano                    | 2.023.812 | 28,3 | 5       |
|                          | Partito Socialista Italiano                   | 1.010.867 | 14,1 | 2       |
|                          | Lista Verde                                   | 350.432   | 4,9  | 1       |
|                          | Movimento Sociale Italiano – Destra Nazionale | 297.944   | 4,2  | 1       |
|                          | PLI – PRI                                     | 295.443   | 4,1  | 1       |
|                          | Verdi Arcobaleno                              | 194.298   | 2,7  | 1       |
|                          | Südtiroler Volkspartei                        | 172.383   | 2,4  | 1       |
|                          | Partito Socialista Democratico Italiano       | 143.177   | 2,0  | –       |
|                          | Lista Antiproibizionista                      | 89.182    | 1,2  | –       |
|                          | Democrazia Proletaria                         | 77.442    | 1,1  | –       |
|                          | Lega Lombarda                                 | 71.023    | 1,0  | –       |
|                          | Federalismo                                   | 45.271    | 0,6  | –       |
| Gesamt                   | Gesamt                                        | 7.146.790 | 100  | 17      |
|                          |                                               |           |      |         |
| Ungültige Stimmen        | Ungültige Stimmen                             | 461.741   | 6,1  |         |
| Wähler                   | Wähler                                        | 7.608.531 | 88,1 |         |
| Wahlberechtigte          | Wahlberechtigte                               | 8.638.121 |      |         |
|                          |                                               |           |      |         |
| Quelle: Innenministerium |                                               |           |      |         |

### Wahl 1994
| Listen                   | Listen                                             | Stimmen   | %    | Mandate |
| ------------------------ | -------------------------------------------------- | --------- | ---- | ------- |
|                          | Forza Italia                                       | 1.907.409 | 27,8 | 5       |
|                          | Partito Democratico della Sinistra                 | 1.427.259 | 20,8 | 4       |
|                          | Partito Popolare Italiano                          | 743.691   | 10,8 | 1       |
|                          | Lega Nord                                          | 669.373   | 9,8  | 2       |
|                          | Alleanza Nazionale                                 | 558.103   | 8,1  | 2       |
|                          | Partito della Rifondazione Comunista               | 367.614   | 5,4  | 1       |
|                          | Federazione dei Verdi                              | 261.376   | 3,8  | 1       |
|                          | Patto Segni                                        | 221.000   | 3,2  | 1       |
|                          | Südtiroler Volkspartei                             | 202.668   | 3,0  | 1       |
|                          | Lista Pannella – Riformatori                       | 136.868   | 2,0  | –       |
|                          | Partito Socialista Italiano – Alleanza Democratica | 93.833    | 1,4  | –       |
|                          | Federalismo                                        | 64.436    | 0,9  | –       |
|                          | Lega d’Azione Meridionale                          | 56.275    | 0,8  | –       |
|                          | Partito Repubblicano Italiano                      | 54.163    | 0,8  | –       |
|                          | Partito Socialista Democratico Italiano            | 45.270    | 0,7  | –       |
|                          | Lega Alpina Lumbarda                               | 26.043    | 0,4  | –       |
|                          | La Rete                                            | 24.789    | 0,4  | –       |
| Gesamt                   | Gesamt                                             | 6.860.170 | 100  | 18      |
|                          |                                                    |           |      |         |
| Ungültige Stimmen        | Ungültige Stimmen                                  | 356.731   | 4,9  |         |
| Wähler                   | Wähler                                             | 7.216.901 | 80,3 |         |
| Wahlberechtigte          | Wahlberechtigte                                    | 8.982.661 |      |         |
|                          |                                                    |           |      |         |
| Quelle: Innenministerium |                                                    |           |      |         |

Vgl. Ungültige Stimmen: 392.500 statt 356.731.

### Wahl 1999
| Listen                   | Listen                                                     | Stimmen   | %    | Mandate |
| ------------------------ | ---------------------------------------------------------- | --------- | ---- | ------- |
|                          | Forza Italia                                               | 1.465.430 | 23,1 | 4       |
|                          | Democratici di Sinistra                                    | 1.257.305 | 19,8 | 4       |
|                          | Lista Emma Bonino                                          | 650.813   | 10,2 | 2       |
|                          | Alleanza Nazionale – Patto Segni                           | 530.364   | 8,3  | 1       |
|                          | I Democratici                                              | 512.974   | 8,1  | 1       |
|                          | Lega Nord                                                  | 436.091   | 6,9  | 1       |
|                          | Partito della Rifondazione Comunista                       | 234.818   | 3,7  | 1       |
|                          | Partito Popolare Italiano                                  | 192.400   | 3,0  | –       |
|                          | Cristiani Democratici Uniti                                | 157.321   | 2,5  | –       |
|                          | Südtiroler Volkspartei                                     | 156.005   | 2,5  | 1       |
|                          | Federazione dei Verdi                                      | 135.771   | 2,1  | 1       |
|                          | Liga Veneta Repubblica – UfS – FG – LE – UpR – NF          | 117.979   | 1,9  | –       |
|                          | Partito dei Comunisti Italiani                             | 97.885    | 1,5  | –       |
|                          | Centro Cristiano Democratico                               | 97.387    | 1,5  | –       |
|                          | Socialisti Democratici Italiani                            | 77.940    | 1,2  | –       |
|                          | Fiamma Tricolore                                           | 76.806    | 1,2  | –       |
|                          | Partito Pensionati                                         | 60.043    | 0,9  | –       |
|                          | Partito Repubblicano Italiano – Liberali                   | 30.111    | 0,5  | –       |
|                          | Rinnovamento Italiano                                      | 29.654    | 0,5  | –       |
|                          | Udeur                                                      | 17.277    | 0,3  | –       |
|                          | Lega delle Regioni – PSd’Az – Partito Consumatori Italiani | 12.807    | 0,2  | –       |
|                          | Lega d’Azione Meridionale                                  | 6.628     | 0,1  | –       |
| Gesamt                   | Gesamt                                                     | 6.353.809 | 100  | 16      |
|                          |                                                            |           |      |         |
| Ungültige Stimmen        | Ungültige Stimmen                                          | 508.006   | 7,4  |         |
| Wähler                   | Wähler                                                     | 6.861.815 | 75,3 |         |
| Wahlberechtigte          | Wahlberechtigte                                            | 9.108.871 |      |         |
|                          |                                                            |           |      |         |
| Quelle: Innenministerium |                                                            |           |      |         |

### Wahl 2004
| Listen                   | Listen                                                | Stimmen   | %    | Mandate |
| ------------------------ | ----------------------------------------------------- | --------- | ---- | ------- |
|                          | Uniti nell’Ulivo                                      | 2.196.993 | 33,4 | 5       |
|                          | Forza Italia                                          | 1.431.761 | 21,8 | 3       |
|                          | Alleanza Nazionale                                    | 582.143   | 8,8  | 1       |
|                          | Lega Nord                                             | 552.568   | 8,4  | 1       |
|                          | Partito della Rifondazione Comunista                  | 321.768   | 4,9  | 1       |
|                          | Unione dei Democratici Cristiani                      | 249.058   | 3,8  | 1       |
|                          | Federazione dei Verdi                                 | 204.229   | 3,1  | 1       |
|                          | Lista Emma Bonino                                     | 172.633   | 2,6  | 1       |
|                          | Südtiroler Volkspartei                                | 146.357   | 2,2  | 1       |
|                          | Partito dei Comunisti Italiani                        | 143.801   | 2,2  | –       |
|                          | Lista Di Pietro – Occhetto                            | 129.328   | 2,0  | –       |
|                          | Socialisti Uniti per l’Europa                         | 95.907    | 1,5  | –       |
|                          | Partito Pensionati                                    | 75.034    | 1,1  | –       |
|                          | Alternativa Sociale                                   | 74.043    | 1,1  | –       |
|                          | LpA-AL – Liga Fronte Veneto – PSd’Az – UfS            | 46.400    | 0,7  | –       |
|                          | Partito Repubblicano Italiano – I Liberal             | 42.953    | 0,7  | –       |
|                          | Verdi Verdi – Abolizione Scorporo – Verdi Federalisti | 36.565    | 0,6  | –       |
|                          | Fiamma Tricolore                                      | 29.375    | 0,4  | –       |
|                          | Alleanza Popolare – UDEUR                             | 18.529    | 0,3  | –       |
|                          | Patto Segni-Scognamiglio                              | 15.108    | 0,2  | –       |
|                          | Movimento Idea Sociale                                | 8.322     | 0,1  | –       |
|                          | Paese Nuovo – Democrazia Cristiana                    | 5.737     | 0,1  | –       |
| Gesamt                   | Gesamt                                                | 6.578.612 | 100  | 15      |
|                          |                                                       |           |      |         |
| Ungültige Stimmen        | Ungültige Stimmen                                     | 423.388   | 6,0  |         |
| Wähler                   | Wähler                                                | 7.002.000 | 75,9 |         |
| Wahlberechtigte          | Wahlberechtigte                                       | 9.225.839 |      |         |
|                          |                                                       |           |      |         |
| Quelle: Innenministerium |                                                       |           |      |         |

| Listen                              | Listen                               | Kandidaten          | Stimmen |
| ----------------------------------- | ------------------------------------ | ------------------- | ------- |
|                                     | Uniti nell’Ulivo                     | a Lilli Gruber      | 327.181 |
| Enrico Letta                        | Uniti nell’Ulivo                     | 178.707             |         |
| Giovanni Berlinguer                 | Uniti nell’Ulivo                     | 149.431             |         |
| Vittorio Prodi                      | Uniti nell’Ulivo                     | 124.453             |         |
| Mauro Zani                          | Uniti nell’Ulivo                     | 94.280              |         |
| Paolo Costa                         | Uniti nell’Ulivo                     | 92.822              |         |
|                                     | Forza Italia                         | ⭯ Silvio Berlusconi | 434.043 |
| Renato Brunetta                     | Forza Italia                         | 91.711              |         |
| Giorgio Carollo                     | Forza Italia                         | 56.710              |         |
| Amalia Sartori                      | Forza Italia                         | 42.881              |         |
|                                     | Alleanza Nazionale                   | ⭯ Gianfranco Fini   | 166.194 |
| Sergio Berlato                      | Alleanza Nazionale                   | 41.705              |         |
|                                     | Lega Nord                            | Umberto Bossi       | 95.227  |
|                                     | Partito della Rifondazione Comunista | b Fausto Bertinotti | 47.411  |
| Roberto Musacchio                   | Partito della Rifondazione Comunista | 7.699               |         |
|                                     | Unione dei Democratici Cristiani     | Antonio De Poli     | 27.473  |
|                                     | Federazione dei Verdi                | Sepp Kusstatscher   | 29.256  |
|                                     | Lista Emma Bonino                    | Emma Bonino         | 50.281  |
|                                     | Südtiroler Volkspartei               | Michl Ebner         | 93.302  |
|                                     |                                      |                     |         |
| ⭯ : Verzicht auf den Sitz           |                                      |                     |         |
| Option a: Mittelitalien             |                                      |                     |         |
| Option b: Süditalien                |                                      |                     |         |
|                                     |                                      |                     |         |
| Quelle: Corte suprema di cassazione |                                      |                     |         |

### Wahl 2009
| Listen                   | Listen                                      | Stimmen   | %    | Mandate |
| ------------------------ | ------------------------------------------- | --------- | ---- | ------- |
|                          | Il Popolo della Libertà                     | 1.780.429 | 28,1 | 5       |
|                          | Partito Democratico                         | 1.775.607 | 28,0 | 4       |
|                          | Lega Nord                                   | 1.205.587 | 19,0 | 3       |
|                          | Italia dei Valori                           | 456.182   | 7,2  | 1       |
|                          | Unione di Centro                            | 354.131   | 5,6  | 1       |
|                          | Lista Bonino–Pannella                       | 164.222   | 2,6  | –       |
|                          | Rifondazione Comunista – Comunisti Italiani | 148.599   | 2,3  | –       |
|                          | Südtiroler Volkspartei                      | 143.509   | 2,3  | 1       |
|                          | Sinistra e Libertà                          | 134.867   | 2,1  | –       |
|                          | Partito Comunista dei Lavoratori            | 47.544    | 0,8  | –       |
|                          | Fiamma Tricolore                            | 44.783    | 0,7  | –       |
|                          | La Destra – MPA – Pensionati – ADC          | 42.442    | 0,7  | –       |
|                          | Forza Nuova                                 | 31.869    | 0,5  | –       |
|                          | Liberaldemocratici – MAIE                   | 7.968     | 0,1  | –       |
| Gesamt                   | Gesamt                                      | 6.337.739 | 100  | 15      |
|                          |                                             |           |      |         |
| Ungültige Stimmen        | Ungültige Stimmen                           | 271.761   | 4,1  |         |
| Wähler                   | Wähler                                      | 6.609.500 | 71,0 |         |
| Wahlberechtigte          | Wahlberechtigte                             | 9.303.298 |      |         |
|                          |                                             |           |      |         |
| Quelle: Innenministerium |                                             |           |      |         |

| Listen                              | Listen                  | Kandidaten          | Stimmen |
| ----------------------------------- | ----------------------- | ------------------- | ------- |
|                                     | Il Popolo della Libertà | ⭯ Silvio Berlusconi | 391.626 |
| Elisabetta Gardini                  | Il Popolo della Libertà | 79.303              |         |
| Sergio Berlato                      | Il Popolo della Libertà | 58.273              |         |
| Amalia Sartori                      | Il Popolo della Libertà | 56.167              |         |
| Antonio Cancian                     | Il Popolo della Libertà | 51.316              |         |
| Giovanni Collino                    | Il Popolo della Libertà | 47.178              |         |
|                                     | Partito Democratico     | Debora Serracchiani | 144.854 |
| Vittorio Prodi                      | Partito Democratico     | 99.733              |         |
| Luigi Berlinguer                    | Partito Democratico     | 81.464              |         |
| Salvatore Caronna                   | Partito Democratico     | 74.051              |         |
|                                     | Lega Nord               | ⭯ Umberto Bossi     | 138.261 |
| Lorenzo Fontana                     | Lega Nord               | 52.136              |         |
| Giancarlo Scottà                    | Lega Nord               | 45.106              |         |
| Mara Bizzotto                       | Lega Nord               | 33.951              |         |
|                                     | Italia dei Valori       | Luigi de Magistris  | 71.084  |
|                                     | Unione di Centro        | Tiziano Motti       | 18.334  |
|                                     | Südtiroler Volkspartei  | Herbert Dorfmann    | 84.361  |
|                                     |                         |                     |         |
| ⭯ : Verzicht auf den Sitz           |                         |                     |         |
|                                     |                         |                     |         |
| Quelle: Corte suprema di cassazione |                         |                     |         |

### Wahl 2014
| Listen                   | Listen                                | Stimmen   | %    | Mandate |
| ------------------------ | ------------------------------------- | --------- | ---- | ------- |
|                          | Partito Democratico                   | 2.482.614 | 43,5 | 6       |
|                          | Movimento 5 Stelle                    | 1.081.564 | 19,0 | 3       |
|                          | Forza Italia                          | 738.911   | 13,0 | 2       |
|                          | Lega Nord                             | 565.951   | 9,9  | 2       |
|                          | L’Altra Europa con Tsipras            | 209.424   | 3,7  | –       |
|                          | Nuovo Centrodestra – Unione di Centro | 175.394   | 3,1  | –       |
|                          | Fratelli d’Italia                     | 175.136   | 3,1  | –       |
|                          | Südtiroler Volkspartei                | 138.037   | 2,4  | 1       |
|                          | Verdi Europei – Green Italia          | 64.890    | 1,1  | –       |
|                          | Scelta Europea                        | 37.893    | 0,7  | –       |
|                          | Italia dei Valori                     | 24.119    | 0,4  | –       |
|                          | Io Cambio – MAIE                      | 10.363    | 0,2  | –       |
| Gesamt                   | Gesamt                                | 5.704.296 | 100  | 14      |
|                          |                                       |           |      |         |
| Ungültige Stimmen        | Ungültige Stimmen                     | 241.196   | 4,1  |         |
| Wähler                   | Wähler                                | 5.945.492 | 63,2 |         |
| Wahlberechtigte          | Wahlberechtigte                       | 9.404.325 |      |         |
|                          |                                       |           |      |         |
| Quelle: Innenministerium |                                       |           |      |         |

| Listen                              | Listen                 | Kandidaten         | Stimmen |
| ----------------------------------- | ---------------------- | ------------------ | ------- |
|                                     | Partito Democratico    | Alessandra Moretti | 230.814 |
| Flavio Zanonato                     | Partito Democratico    | 96.383             |         |
| Cécile Kyenge                       | Partito Democratico    | 93.342             |         |
| Paolo De Castro                     | Partito Democratico    | 87.034             |         |
| Isabella De Monte                   | Partito Democratico    | 74.317             |         |
| Elly Schlein                        | Partito Democratico    | 53.702             |         |
|                                     | Movimento 5 Stelle     | David Borrelli     | 26.137  |
| Marco Affronte                      | Movimento 5 Stelle     | 18.195             |         |
| Marco Zullo                         | Movimento 5 Stelle     | 16.079             |         |
|                                     | Forza Italia           | Elisabetta Gardini | 67.971  |
| Remo Sernagiotto                    | Forza Italia           | 21.889             |         |
|                                     | Lega Nord              | a Matteo Salvini   | 108.950 |
| Flavio Tosi                         | Lega Nord              | 99.616             |         |
| Mara Bizzotto                       | Lega Nord              | 45.288             |         |
|                                     | Südtiroler Volkspartei | Herbert Dorfmann   | 94.191  |
|                                     |                        |                    |         |
| Option a: Nordwestitalien           |                        |                    |         |
|                                     |                        |                    |         |
| Quelle: Corte suprema di cassazione |                        |                    |         |

### Wahl 2019
| Listen                   | Listen                                          | Stimmen   | %    | Mandate |
| ------------------------ | ----------------------------------------------- | --------- | ---- | ------- |
|                          | Lega per Salvini Premier                        | 2.381.555 | 40,9 | 7       |
|                          | Partito Democratico – Siamo Europei             | 1.388.378 | 23,8 | 4       |
|                          | Movimento 5 Stelle                              | 599.106   | 10,3 | 2       |
|                          | Forza Italia                                    | 339.016   | 5,8  | –       |
|                          | Fratelli d’Italia                               | 333.390   | 5,7  | 1       |
|                          | +Europa – Italia in Comune – PDE Italia         | 202.518   | 3,5  | –       |
|                          | Europa Verde                                    | 186.018   | 3,2  | –       |
|                          | Südtiroler Volkspartei                          | 142.185   | 2,4  | 1       |
|                          | La Sinistra                                     | 84.447    | 1,5  | –       |
|                          | Partito Comunista                               | 45.372    | 0,8  | –       |
|                          | Partito Animalista Italiano                     | 34.826    | 0,6  | –       |
|                          | Il Popolo della Famiglia – Alternativa Popolare | 26.933    | 0,5  | –       |
|                          | CasaPound – Destre Unite                        | 18.094    | 0,3  | –       |
|                          | Partito Pirata                                  | 14.747    | 0,3  | –       |
|                          | Popolari per l’Italia                           | 11.815    | 0,2  | –       |
|                          | Forza Nuova                                     | 10.126    | 0,2  | –       |
|                          | Movimento Politico Pensiero e Azione            | 5.041     | 0,1  | –       |
| Gesamt                   | Gesamt                                          | 5.823.567 | 100  | 15      |
|                          |                                                 |           |      |         |
| Ungültige Stimmen        | Ungültige Stimmen                               | 168.774   | 2,8  |         |
| Wähler                   | Wähler                                          | 5.992.341 | 62,5 |         |
| Wahlberechtigte          | Wahlberechtigte                                 | 9.593.365 |      |         |
|                          |                                                 |           |      |         |
| Quelle: Innenministerium |                                                 |           |      |         |

| Listen                              | Listen                   | Kandidaten       | Stimmen |
| ----------------------------------- | ------------------------ | ---------------- | ------- |
|                                     | Lega per Salvini Premier | ⭯ Matteo Salvini | 553.186 |
| Mara Bizzotto                       | Lega per Salvini Premier | 94.875           |         |
| Gianantonio Da Re                   | Lega per Salvini Premier | 43.419           |         |
| Paolo Borchia                       | Lega per Salvini Premier | 37.441           |         |
| Alessandra Basso                    | Lega per Salvini Premier | 25.546           |         |
| Elena Lizzi                         | Lega per Salvini Premier | 25.307           |         |
| Marco Dreosto                       | Lega per Salvini Premier | 23.184           |         |
| Rosanna Conte                       | Lega per Salvini Premier | 19.441           |         |
|                                     | Partito Democratico      | Carlo Calenda    | 279.783 |
| Elisabetta Gualmini                 | Partito Democratico      | 79.585           |         |
| Paolo De Castro                     | Partito Democratico      | 53.267           |         |
| Alessandra Moretti                  | Partito Democratico      | 51.483           |         |
|                                     | Movimento 5 Stelle       | Marco Zullo      | 16.138  |
| Sabrina Pignedoli                   | Movimento 5 Stelle       | 13.948           |         |
|                                     | Fratelli d’Italia        | ⭯ Giorgia Meloni | 75.444  |
| Sergio Berlato                      | Fratelli d’Italia        | 19.494           |         |
|                                     | Südtiroler Volkspartei   | Herbert Dorfmann | 100.446 |
|                                     |                          |                  |         |
| ⭯ : Verzicht auf den Sitz           |                          |                  |         |
|                                     |                          |                  |         |
| Quelle: Corte suprema di cassazione |                          |                  |         |

### Wahl 2024
| Listen                   | Listen                      | Stimmen   | %    | Mandate |
| ------------------------ | --------------------------- | --------- | ---- | ------- |
|                          | Fratelli d’Italia           | 1.577.056 | 31,8 | 5       |
|                          | Partito Democratico         | 1.279.008 | 25,8 | 5       |
|                          | Lega per Salvini Premier    | 502.977   | 10,1 | 2       |
|                          | Forza Italia – Noi Moderati | 347.214   | 7,0  | 1       |
|                          | Südtiroler Volkspartei      | 120.879   | 2,4  | 1       |
|                          | Alleanza Verdi e Sinistra   | 337.505   | 6,8  | 1       |
|                          | Movimento 5 Stelle          | 283.197   | 5,7  | –       |
|                          | Azione – Siamo Europei      | 188.442   | 3,8  | –       |
|                          | Stati Uniti d’Europa        | 152.116   | 3,1  | –       |
|                          | Pace Terra Dignità          | 111.524   | 2,3  | –       |
|                          | Libertà                     | 40.534    | 0,8  | –       |
|                          | Alternativa Popolare        | 16.160    | 0,3  | –       |
| Gesamt                   | Gesamt                      | 4.956.612 | 100  | 15      |
|                          |                             |           |      |         |
| Ungültige Stimmen        | Ungültige Stimmen           | 218.964   | 4,2  |         |
| Wähler                   | Wähler                      | 5.175.576 | 52,8 |         |
| Wahlberechtigte          | Wahlberechtigte             | 9.810.626 |      |         |
|                          |                             |           |      |         |
| Quelle: Innenministerium |                             |           |      |         |

| Listen                               | Listen                    | Kandidaten         | Stimmen |
| ------------------------------------ | ------------------------- | ------------------ | ------- |
|                                      | Fratelli d’Italia         | ⭯ Giorgia Meloni   | 495.090 |
| Elena Donazzan                       | Fratelli d’Italia         | 63.309             |         |
| Stefano Cavedagna                    | Fratelli d’Italia         | 55.351             |         |
| Sergio Antonio Berlato               | Fratelli d’Italia         | 46.098             |         |
| Alessandro Ciriani                   | Fratelli d’Italia         | 44.027             |         |
| Daniele Polato                       | Fratelli d’Italia         | 31.535             |         |
|                                      | Partito Democratico       | Stefano Bonaccini  | 390.400 |
| Alessandro Zan                       | Partito Democratico       | 93.473             |         |
| Alessandra Moretti                   | Partito Democratico       | 82.866             |         |
| Elisabetta Gualmini                  | Partito Democratico       | 57.321             |         |
| Annalisa Corrado                     | Partito Democratico       | 49.522             |         |
|                                      | Lega per Salvini Premier  | a Roberto Vannacci | 142.704 |
| Anna Maria Cisint                    | Lega per Salvini Premier  | 43.022             |         |
| Paolo Borchia                        | Lega per Salvini Premier  | 23.560             |         |
|                                      | Forza Italia              | ⭯ Antonio Tajani   | 61.673  |
| Flavio Tosi                          | Forza Italia              | 34.450             |         |
|                                      | Südtiroler Volkspartei    | Herbert Dorfmann   | 82.752  |
|                                      | Alleanza Verdi e Sinistra | b Domenico Lucano  | 43.163  |
| Cristina Guarda                      | Alleanza Verdi e Sinistra | 33.078             |         |
|                                      |                           |                    |         |
| ⭯ : Verzicht auf den Sitz            |                           |                    |         |
| Option a: Wahlbezirk Nordwestitalien |                           |                    |         |
| Option b: Wahlbezirk Süditalien      |                           |                    |         |
|                                      |                           |                    |         |
| Quelle: Corte suprema di cassazione  |                           |                    |         |